# (44) Nisa
(44) Nisa es un asteroide perteneciente al cinturón de asteroides descubierto por Hermann Mayer Salomon Goldschmidt desde París, Francia, el 27 de mayo de 1857. Está nombrado por Nisa, una deidad menor de la mitología griega.

## Características orbitales
Nisa orbita a una distancia media de 2,424 ua del Sol, pudiendo acercarse hasta 2,063 ua y alejarse hasta 2,784 ua. Su excentricidad es 0,1488 y la inclinación orbital 3,707°. Emplea en completar una órbita alrededor del Sol 1378 días.